# ザット・ラッキー・オールド・サン
「ザット・ラッキー・オールド・サン (That Lucky Old Sun)」は、ビーズリー・スミス (Beasley Smith) 作曲、ヘイヴン・ガレスピー (Haven Gillespie) 作詞による、1949年のポピュラー音楽の歌曲。「オール・マン・リヴァー (Ol' Man River)」と同じように、歌い手の人生の苦しみや重荷と、それを忘れているかのような自然界の営みとを対比した内容の歌詞となっている。

## 1949年の録音
この曲の録音の中で、最大のヒットとなったのは、フランキー・レインが歌ったもので、マーキュリー・レコードからカタログ番号5316でレコードがリリースされた。『ビルボード』誌のベスト・セラーのチャートには、1949年8月19日に初めて登場し、22週にわたってチャートに留まり、一時は首位にも立った。
ヴォーン・モンロー (Vaughn Monroe) と彼のオーケストラ による録音は、アメリカ合衆国ではRCAビクター・レコードからカタログ番号20-3531（78回転盤）と47-3018（45回転盤）でリリースされ、イギリスではEMIからヒズ・マスターズ・ボイス (His Master's Voice) のカタログ番号B-9836としてリリースされた。こちらは『ビルボード』誌のベスト・セラーのチャートには、1949年9月16日に初めて登場し、14週にわたってチャートに留まり、最高9位まで上昇した。
ルイ・アームストロングによる録音は、デッカ・レコードからカタログ番号24752でリリースされた。『ビルボード』誌のベスト・セラーのチャートには、1949年10月14日に初めて登場し、3週にわたってチャートに留まり、最高24位まで上昇した。
フランク・シナトラも、コロムビア・レコードからカタログ番号38608で、自身の競作盤をリリースした。このバージョンは、『ビルボード』誌のベスト・セラーのチャートには、1949年10月29日に初めて登場し、最高16位まで上昇した。この曲は、その後、アルバム『The Best of The Columbia Years 1943–1952』にも収録された。

## その他のカバー
- ザ・バッファロー・ビルズ (The Buffalo Bills - このグループは、バーバーショップ音楽の合唱カルテットだが、この曲はテナーのヴァーン・リード (Vern Reed) のソロにより録音された。
- リズム・アンド・ブルース歌手ラヴァーン・ベイカー (LaVern Baker) は、1955年に、この曲をA面に収めたシングルをアトランティック・レコードからリリースした。
- ジェリー・リー・ルイスは、1956年ないし1957年にサン・レコードで、この曲をソロによって録音したが、この音源はリリースされなかった。
- サム・クックによるバージョンは、1957年のデビュー・アルバム『Sam Cooke』に収められている。
- ヴェルヴェッツ (The Velvets) は、ドゥーワップによるバージョンを、1960年ないし1961年ころにモニュメント・レコード (Monument Records) からリリースした。
- レイ・チャールズによるバージョンは、1963年のアルバム『Ingredients in a Recipe for Soul』に収められている。また、チャールズの代表作のひとつである1962年のアルバム『Modern Sounds in Country and Western Music』が1988年にCDで再発された際には、ボーナス・トラックとして追加収録された。
- アレサ・フランクリンは、この曲を、1962年のアルバム『The Electrifying Aretha Franklin』に収めた。
- ポール・ウィリアムズは、この曲を、1972年のアルバム『Life Goes On』に収めた。
- ウィリー・ネルソンによるこの曲の録音は、1976年のアルバム『The Sound in Your Mind』に収められ、さらに、アルバム『Stardust: 30th Anniversary Legacy Edition bonus tracks』にも、ボーナス・トラックとして追加収録された。
- ジェリー・ガルシア・バンド (Jerry Garcia Band) は、1991年のライブ・アルバム『Jerry Garcia Band』の中で、この曲を演奏している。
- R&Bとブギウギ (boogie-woogie) のピアニストで歌手でもあるリトル・ウィリー・リトルフィールド (Little Willie Littlefield) は、この曲を、1994年のアルバム『Yellow Boogie & Blues』に収めた。
- ジョニー・キャッシュは、この曲を2000年のアルバム『American III: Solitary Man』に収めた。
- ジェームズ・ブラウンが録音したバージョンは、死後の2007年に発表されたアルバム『A Family Affair』に収録された[3]。
- ブライアン・ウィルソンは、2007年9月10日に、ロンドンのロイヤル・フェスティバル・ホールで、ルイ・アームストロング版にインスピレーションを得た曲集を初演し[4]、2008年にアルバム『ラッキー・オールド・サン』として発表した。
- ケニー・チェズニーとウィリー・ネルソンのデュエットによる演奏は、チェズニーの2008年のアルバム『Lucky Old Sun』に収録された。このバージョンは、特段のプロモーションは行なわなかったにもかかわらず、『ビルボード』誌のホット・カントリー・ソングス (Hot Country Songs) のチャートで56位まで浮上した。
- クリス・アイザックは、2011年のアルバム『Beyond the Sun』でカバーを録音した。
- レオン・ラッセルは、2014年のアルバム『ライフ・ジャーニー』にカバーを収録した[5]。
- ボブ・ディランは、1980年代中頃から自身のコンサートで歌い始め、2015年のアルバム『Shadows In The Night』に2014年のスタジオ録音が収録されている。

## 日本語詞による歌唱
この曲には、京都市のライブハウス『拾得』のオーナーである通称「寺田TERRY」が、「拾得テリー」名義で日本語訳詞を付けており、1977年の久保田麻琴と夕焼け楽団のアルバム『ラッキー・オールド・サン』に「ラッキー・オールド・サン」として収録された。さらに、歌詞の一部を書き換えて、歌の主人公を女性に置き換えたバージョンが、2004年の大西ユカリと新世界のアルバム『七曲入』に「That Lucky Old Sun〈ユカリの七番勝負〉」として、また、2005年のライブDVD『5-6-7 & more Live』に「ザット・ラッキーオールドサン」として収録されている。